# Lijst van afleveringen van Wingin' It (seizoen 3)
Dit is een lijst van afleveringen van de Canadese televisieserie Wingin' It van seizoen 3.
Een overzicht van de afleveringen in alle seizoenen staat hier.

## Afleveringen
| Seizoen | Aflevering | Titel                     | Regie            | Script                         | Datum         |
| --- | ---------- | ------------------------- | ---------------- | ------------------------------ | ------------- |
| 3 | 1          | Forget About It           | Mitchell T. Ness | Frank van Keeken               | 3 maart 2012  |
| Nadat Porters magie mislukte blijft Carl achter in Bennett High in een parallel universum zonder herinneringen aan zijn vrienden. Terwijl Porter, Denise en Jane proberen om hem te lokaliseren en terug te brengen herinnert Carl zich Brittany aan haar muzikale kluisje, Serge aan een foto van hem in het basketbalteam, Alex aan een beeld van Carls eigen hoofd en Porter en Denise wanneer hij het Engelen Leerboek ziet vliegen tussen dimensies. De laatste persoon hij herinnert is Jane dankzij sommige foto's van hun tweeën samen, welke Carl eraan herinnert dat hij nog steeds gevoelens heeft voor Jane. Achtereenvolgens brengt dit hem terug waar hij zich nog een laatste ding herinnert: het is zijn verjaardag! |            |                           |                  |                                |               |
| 3 | 2          | Pimento                   | Ron Murphy       | Brian Hartigan                 | 10 maart 2012 |
| Carl doet mee aan een hamburger-eet-wedstrijd, bewerend dat het komt omdat hij jaren ervaring heeft met het afschuwelijke eten van zijn moeder. Hij kwalificeerde zich gemakkelijk, maar heeft het moeilijk in de finale tegen Terendale High waar Porters magie ervoor zorgt dat hij gediskwalificeerd wordt. Nadat Carl tegen hem schreeuwt voor zijn acties laat Porter hem de alternatieve werkelijkheid zien. Hierin wint Carl de wedstrijd, maar tegen de prijs van verliezen van zijn vrienden, wat hem laat concluderen: "Somsverlies je als je wint". Porter geeft hem de keuze van de realiteiten, maar Carl kiest om te verliezen en daardoor zijn vrienden te houden. Carl doet de hamburger-eet-wedstrijd tegen De Container (gespeeld door Jacob Neayem). De kleine broer van De Container (De Vuilnisbak) komt ook in deze aflevering voor (gespeeld door Chris Tarpos). |            |                           |                  |                                |               |
| 3 | 3          | Practical Romance         | Mitchell T. Ness | Roger Fredericks               | 17 maart 2012 |
| Nadat Carl Sarah (een meisje op school) uitvraagt, wil hij er zeker van zijn dat de date perfect is. Dus hij oefent met Jane in de wetenschap dat zij geen gevoelens voor elkaar hebben en dus objectief zijn. Echter, de date gaat zo goed dat zij (nadat Carl en Jane samen naar huis lopen) kussen, dit ter verwarring en tot genoegen van hun beiden. Na het succes van zijn date met Jane is Carls er niet helemaal bij met zijn hart tijdens zijn date met Sarah, hoewel zij het leuk vond. Carl weet dat hij van Jane houdt en verlangt ernaar om het te laten zien. Thuis verandert Porter zichzelf ook in een meisje en wil hij op date gaan met Carl. |            |                           |                  |                                |               |
| 3 | 4          | Announce of Prevention    | Kim Derko        | Brian Hartigan                 | 24 maart 2012 |
| Carl en Brittany strijden tegen elkaar om de officiële schoolomroeper te worden nadat ze beiden de saaie stijl van Directeur Malone uitlachen. Brittany's grappige manier van informatie brengen verslaat Carls en Janes kranten-lezen, maar Carl vraagt om een tweede kans. Met Porter speelt hij alien-invasies om studenten te overtuigen om harder te studeren. Directeur Malone is bang dat hij hierdoor ontslagen wordt, maar hij wordt juist Directeur van het Jaar door zijn inspanningen om Bennett High bijeen te houden. |            |                           |                  |                                |               |
| 3 | 5          | What I Re-Like About You  | Mitchell T. Ness | Chloe Van Keeken               | 31 maart 2012 |
| Jane realiseert zich dat ze verliefd is op Carl, maar ze denkt dat hij verder is gegaan met zijn leven nadat zij hem had afgewezen (in aflevering 13 van seizoen 2). Carl is er echter niet overheen gegroeid en hij is ontroerd als hij merkt dat ze hem nog steeds leuk vindt. Ze proberen allebei om de ander jaloers te maken door op een dubbel date te gaan – Carl met Melissa en Jane met Serge. Terwijl Melissa en Serge elkaar leuk gaan vinden en samen vertrekken, dreigt de discussie tussen Carl en Jane de kansen op een relatie in te storten. Ondertussen raakt Denise geïrriteerd doordat Miss Stern niets laat horen over haar opdracht. Porter overtuigt haar dat Miss Stern bij het huis van Carl langs komt, maar alleen zodat Denise niet van streek kan raken doordat Jane en Carl samenkomen of ertussen kan komen. Zij ontdekt dit echter en na het zien van de discussie tussen Jane en Carl moedigt zij beiden aan om elkaar te vertellen hoe zij zich voelen. Dit brengt Carl en Jane samen en moedigt Miss Stern aan om te zeggen dat Denise klaar is voor haar opdracht. |            |                           |                  |                                |               |
| 3 | 6          | Angel on Hippocampus      | Mitchell T. Ness | Alex Nussbaum Rachael Schaefer | 14 april 2012 |
| Jane wordt gearresteerd door Agent 45 omdat ze een mens is met ongeoorloofde kennis van Engelen. Jane moet haar geloofwaardigheid bewijzen of anders wordt haar geheugen gewist. Ze mislukt in haar pogingen Agent 45 te overtuigen dat ze te vertrouwen is, maar weet te ontsnappen dankzij Alex, die naar boven naar de hemel is gebracht (hoewel hem is verteld dat dit Carls slaapkamer is) om het systeem te hacken en het wachtwoord te veranderen. Jane gebruikt dit als chantage om terug te keren naar de Aarde. |            |                           |                  |                                |               |
| 3 | 7          | Cosmonaut Claire 3-D      | Don McCutcheon   | Chloe Van Keeken               | 28 april 2012 |
| Carl stapt uit de rij stapt om wat souvenirs te kopen met een belofte dat hij daarna naar zijn plek terug mag keren. Hij is echter misleid en wordt samen met Porter en Jane achteraan in de rij gezet. Ondertussen ziet Brittany haar kans schoon om op de rode loper te lopen totdat ze weggestuurd wordt door een veiligheidsbeambte (gespeeld door Colin Mochrie). NOOT: deze aflevering is de tweede keer dat het zich niet op Bennet's High of in Carls huis plaatsvindt. |            |                           |                  |                                |               |
| 3 | 8          | Total Debate of the Heart | Ron Murphy       | Claire Ross Dunn               | 5 mei 2012    |
| Nadat Jane Carl boven Melissa kiest voor het debatteam, alleen maar omdat zij daten, blijkt het een grote fout te zijn. Een lid van het Terrendale-team kust Carl om een conflict tussen hem en Jane te creëren en daarna feilen ze in het debat. Nadat ze realiseert hoezeer haar jaloezie hun kansen hadden geruïneerd, maakt Jane het uit met Carl. Directeur Malone organiseert echter een debat voor de hele school met als onderwerp de vraag of ze wel of niet moeten daten. Carl overtuigt Jane dat zij samen horen. |            |                           |                  |                                |               |
| 3 | 9          | Flowers for Sergernon     | Don McCutcheon   | Roger Fredericks               | 19 mei 2012   |
| Porter creëert een magisch potlood voor Carl om ondanks zijn verkrampte vingers de toets te kunnen maken, maar Serge steelt het van zijn tafel, waardoor Serge een 100%-score behaalt (en geschorst dreigt te worden) en Carl scoort maar 3%. Serge moet de toets opnieuw maken, maar deze keer scoort hij 110%. Het lijkt dat het potlood hem erg slim heeft gemaakt en hij veel geletterder en geleerder wordt. Porter splitst Serge in Wetenschapper Serge en Sport Serge. Als Carl de eerste verwart, keert de ander terug naar de sportende, ongeletterde. |            |                           |                  |                                |               |
| 3 | 10         | Live and Let Fly          | Derby Crewe      | Frank Van Keeken               | 25 mei 2012   |
| Het Schoolbal komt eraan en Carl en Jane vragen elkaar mee. Serge vraagt Melissa om met hem mee te gaan. Hij, Carl en Jane leren dat Denise beloond zal worden voor haar harde werk met een "Engel in Opleiding"-opdracht. Op het bal wordt de tijd stilgezet en engelen dalen neer om Porter op te halen – hij heeft zijn opdracht om van Carl de populairste student op Bennett High te maken voltooid. De twee vrienden nemen emotioneel afscheid als Porter zijn vleugels ontvangt en samen met de Listern Sisters (die de hele tijd al Porters beschermengelen waren) naar de hemel opstijgt. De bevestiging van Carls populariteit is zijn verkiezing tot Balkoning (Brittany is Balkoningin). Hoewel de traditie bepaalt dat de Koning en de Koningin de eerste dans openen, gaat die eer naar Carl en Jane. Als zij dansen bedankt Carl Porter voor alles wat hij heeft gedaan. In een extra scene na de aftiteling krijgt Denise is haar opdracht, welke (tot haar afkeer) is Brittany. NOOT: Deze aflevering is de laatste van de Wingin' It serie.                                          |            |                           |                  |                                |               |